# Стадня (Львовская область)
Стадня (укр. Стадня) — село в Золочевской городской общине Золочевского района Львовской области Украины.
Население по переписи 2001 года составляло 159 человек. Занимает площадь 0,564 км². Почтовый индекс — 80712. Телефонный код — 3265.